# Publizitätspflicht
Die Publizitätspflicht oder Offenlegungspflicht ist die gesetzliche Pflicht von bestimmten Unternehmen, insbesondere rechnungslegungsbezogene Informationen zu veröffentlichen.
Ihr freiwilliger Ursprung liegt im 13. Jahrhundert, als in europäischen Städten frei einsehbare Grundbücher eingeführt wurden und Kaufleute in Oberitalien auch Gesellschaftsbücher und Vollmachtsregister einführten.

## Deutschland
In Deutschland wurde zum 1. Januar 2007 die Pflicht zur Veröffentlichung des Jahresabschlusses auf ein Drittel der eingetragenen Unternehmen erweitert.
Der Kreis der offenlegungspflichtigen Unternehmen besteht im Wesentlichen aus: 
1. Kapitalgesellschaften: Aktiengesellschaften (AG), Kommanditgesellschaften auf Aktien (KGaA), Gesellschaften mit beschränkter Haftung (GmbH), Unternehmergesellschaft (haftungsbeschränkt) (UG (haftungsbeschränkt));
2. Personenhandelsgesellschaften ohne eine natürliche Person als persönlich haftender Gesellschafter wie beispielsweise: Gesellschaft mit beschränkter Haftung & Compagnie Kommanditgesellschaft (GmbH & Co. KG); mit dem Eintritt einer natürlichen Person als persönlich haftender Gesellschafter entfällt grundsätzlich die Offenlegungspflicht;
3. Banken;
4. Versicherungsunternehmen;
5. Emittenten von Vermögensanlagen, § 23 Vermögensanlagengesetz (VermAnlG);
6. Investmentvermögen und Kapitalverwaltungsgesellschaften nach dem Kapitalanlagegesetzbuch (KAGB);
7. Energieversorgungsunternehmen;
8. Zweigniederlassungen von Kapitalgesellschaften mit Sitz in der Europäischen Union (EU)/im Europäischen Wirtschaftsraum (EWR), z. B. Zweigniederlassungen der im englischen Recht geläufigen Gesellschaftsform der Limited (Ltd.);
9. Nach dem Publizitätsgesetz (PublG) zur Offenlegung verpflichtete Unternehmen, die gemäß § 1 PublG in drei aufeinanderfolgenden Geschäftsjahren zwei der drei nachfolgenden Merkmale erfüllen: Bilanzsumme über 65 Millionen Euro, Umsatzerlöse über 130 Millionen Euro, durchschnittlich über 5.000 Beschäftigte.

Er ist – ggf. nebst Bestätigungsvermerk – spätestens zwölf Monate nach dem Ende des Geschäftsjahrs im Unternehmensregister, bzw. bei der das Unternehmensregister führenden Stelle zu veröffentlichen. Diese Pflicht gilt für:
- alle Kapitalgesellschaften (§ 325 HGB)
- Personenhandelsgesellschaften ohne natürliche Person als persönlich haftenden Gesellschafter, z. B. die GmbH & Co. KG (§ 264a HGB, seit dem Jahr 2000)
- sonstige Unternehmen, die eine gewisse Größe überschreiten (§ 1 Publizitätsgesetz)

Hat ein Unternehmen unmittelbar oder mittelbar einen beherrschenden Einfluss auf ein anderes Unternehmen, so hat dieses Unternehmen (Mutterunternehmen) zusätzlich einen Konzernabschluss (d. h. einen konsolidierten Jahresabschluss) zu veröffentlichen (§ 11 Publizitätsgesetz).
Zweck der Regelung ist es, den Stakeholdern des Unternehmens, etwa Geschäftspartnern, Angestellten und Anteilseignern, zu ermöglichen, sich über dessen wirtschaftliche Lage zu informieren. Die Publizitätspflicht korrespondiert mit der Haftungsbegrenzung der Kapitalgesellschaft.

### Aktuelle Version des Gesetzes
Das Gesetz über elektronische Handelsregister und Genossenschaftsregister sowie das Unternehmensregister bestimmt u. a., dass die Unterlagen für Geschäftsjahre ab 2006 beim elektronischen Unternehmensregister einzureichen sind. Die eingereichten Unterlagen sind über das Internetportal des Unternehmensregisters öffentlich zugänglich. Die Einhaltung der Publizitätspflicht wird von der Justizverwaltung durch Einsatz von Software überwacht, um eine lückenlose Offenlegung der offenlegungspflichtigen Jahresabschlüsse zu erreichen.
Bis 2007 erfüllten viele Unternehmen ihre Publizitätspflicht nicht, weil sie ihren Jahresabschluss vor der Konkurrenz geheim halten wollten oder einfach nur den Aufwand und die Kosten, die mit einer Veröffentlichung verbunden sind, gescheut haben und das Unterlassen der Offenlegung bisher nur auf Antrag und damit nur selten verfolgt wurde. Empirische Untersuchungen belegen, dass insbesondere die Geheimhaltung vor Konkurrenten die stärkste Triebfeder für Unternehmen für Verstöße gegen die Offenlegungspflicht war. So vermieden vor der Gesetzesreform vor allem Unternehmen mit finanziellen Beschränkungen in Folge eines hohen Verschuldungsgrades eine Offenlegung ihres Jahresabschlusses, um der Gefahr von Kampfpreisunterbietungen von Konkurrenten zu begegnen. Aufgrund der neuen Regelung strengt das deutsche Bundesamt für Justiz seit Januar 2008 Ordnungsgeldverfahren gegen nahezu alle Unternehmen an, die ihren Jahresabschluss nicht offenlegen. Damit verbunden werden von dem Bundesamt Gebühren ab 50 Euro verhängt und Ordnungsgelder ab 2500 Euro angedroht.

### Erleichterungen für kleinste, kleine und mittelgroße Gesellschaften
Je nach Größenklasse der Kapitalgesellschaft unterscheidet sich der Umfang der Rechnungslegungs- und Offenlegungspflichten. Zu differenzieren sind Erleichterungen, die bereits für die Aufstellung des Jahresabschlusses gelten (§§ 264 ff. HGB) von denen, die nur für die Offenlegung gelten (§§§ 325 ff. HGB).
Große und mittelgroße Kapitalgesellschaften müssen ihren Jahresabschluss durch einen Wirtschaftsprüfer prüfen lassen. Wenn und soweit der geprüfte Abschluss vom offengelegten abweicht, muss hierauf bei Verwendung des Bestätigungsvermerks hingewiesen werden. Für mittelgroße und kleine Kapitalgesellschaften gelten folgende Erleichterungen:
- Die Gewinn- und Verlustrechnung muss das Rohergebnis nicht aufgliedern §§ 276 f. HGB.
- Im Anhang muss die Geschäftstätigkeit nicht nach Absatzmärkten aufgegliedert werden.
- Der Jahresabschluss kann für Offenlegungszwecke weiter verkürzt werden (vgl. § 327 HGB).

Für kleine Kapitalgesellschaften gelten Erleichterungen:
- Die Posten der Bilanz können teilweise zusammengefasst werden §§ 266 f. HGB.
- Die Gesellschaft muss ihre Gewinn- und Verlustrechnung nicht offenlegen und hierzu auch keine Anhangangaben machen §§ 326 f. HGB.
- Der Anhang kann erheblich verkürzt werden §§ 288 f. HGB.
- Die Gesellschaft muss keinen Lagebericht aufstellen §§ 264 f. HGB.

Für Kleinst-Kapitalgesellschaften gelten gemäß § 326 Abs. 2 HGB weitere Erleichterungen für Jahresabschlüsse zum 31. Dezember 2012 oder später (Art. 70 EGHGB):
- Die Gesellschaft muss ihren Jahresabschluss nicht mehr wie bisher offenlegen, sondern nur noch hinterlegen. Damit kann eine Recherche des Abschlusses durch Dritte nur noch kostenpflichtig erfolgen.
- Die Bilanz kann noch weiter vereinfacht werden.
- Ein Anhang ist verzichtbar, wenn bestimmte Angaben unter der Bilanz ausgewiesen werden.

### Kosten der Veröffentlichung oder Hinterlegung
Einreichungen beim Bundesanzeiger werden im Regelfall nach der Anzahl der Zeichen, die in den eingereichten Dokumenten enthalten sind, abgerechnet. Dies hätte für die betroffenen Unternehmen und Körperschaften eine ganz erhebliche Kostensteigerung für die Erfüllung der gesetzlichen Pflicht zur Einreichung von Jahresabschlussunterlagen bedeutet. Um dies zu verhindern und insbesondere kleinere Firmen nicht übermäßig zu belasten, wurde der Verlag des Bundesanzeigers verpflichtet, kostengünstige Alternativen zur Einreichung anzubieten.

### Sanktionen
Gegen Unternehmen, die der Pflicht zur Veröffentlichung bzw. Hinterlegung des Jahresabschlusses nicht innerhalb der gesetzlichen Fristen nachkommen, wird durch das Bundesamt für Justiz ein Ordnungsgeldverfahren nach § 335 HGB durchgeführt. Zunächst werden die gesetzlichen Vertreter der Gesellschaft mittels Androhungsverfügung aufgefordert, binnen sechs Wochen die Veröffentlichung nachzuholen. Mit der Androhungsverfügung sind Kosten von derzeit 103,50 EUR verbunden, die in jedem Fall fällig werden. Erfolgt die Offenlegung nicht und macht die Gesellschaft keine Entschuldigungsgründe geltend, wird ein Ordnungsgeld festgesetzt, dessen Höhe sich nach der Art der Veröffentlichung und der Größe der Gesellschaft richtet und mindestens 500 EUR beträgt.
Der Bundesanzeiger bietet nun die Möglichkeit, Dokumente im XML-Format zu Pauschalpreisen einzureichen. Die meisten Anbieter von Buchhaltungssoftware haben darauf reagiert, indem sie nun auch eine Ausgabemöglichkeit des Jahresabschlusses im XML-Format ergänzt haben. Nach Registrierung bietet der Verlag auch die Möglichkeit, die Daten direkt in ein Online-Formular einzugeben.
Für die Veröffentlichung des Jahresabschluss einer kleinen Gesellschaft (bis 4 Mio. Euro Bilanzsumme) per XML-Datei oder online werden ab dem Geschäftsjahr 2009 pauschal 30 Euro zzgl. 3 Euro für den entsprechenden Eintrag im Unternehmensregister berechnet, die pro Jahr anfallen. Für eine entsprechende Hinterlegung (nur bei kleinsten Gesellschaften möglich) fallen pauschal 23 Euro an.
Ein Wechsel in eine ausländische Rechtsform, bspw. eine britische Limited, bedeutet nach Ansicht von Experten den Unternehmen keine Vorteile, da diese in Großbritannien ebenso streng publizitätspflichtig sind und der dortige Abschluss zusätzlich noch im Bundesanzeiger veröffentlicht werden müsse.

### Weitere Publizitätspflichten
Börsennotierte Kapitalgesellschaften, etwa Aktiengesellschaften, unterliegen einer strengeren Publizitätspflicht (§ 325 Abs. 4 HGB) mit einer Frist zu Offenlegung von nur vier Monaten. Unterlässt das Unternehmen seine verpflichtende Berichterstattung, so kann der Handel mit den Aktien des Unternehmens ausgesetzt werden. Außerdem sind die kapitalmarktrechtlichen Publizitätspflichten z. B. bei Eigengeschäften von Führungskräften und Ad-hoc-Publizität zu beachten.
Das Publizitätsgesetz regelt die Publizitätspflicht von Unternehmen, die nicht als Kapitalgesellschaften zur Offenlegung des Jahresabschlusses verpflichtet sind. Dazu gehören insbesondere Personenhandelsgesellschaften und Einzelunternehmen. Diese sind nur zur Offenlegung verpflichtet, wenn ihr Geschäftsbetrieb einen erheblichen Umfang (Bilanzsumme: 65 Mio. Euro, Umsatzerlöse: 130 Mio. Euro, 5000 Arbeitnehmer) übersteigt.
Ebenfalls ist beim Über- oder Unterschreiten bestimmter Meldegrenzen eine Stimmrechtsmitteilung verpflichtend.

### Pflichten aus privatrechtlichen Vereinbarungen
Die gesetzlichen Publizitätspflichten sind zu unterscheiden von privatrechtlichen Regelungen, wie sie zum Beispiel verschiedene Börsenbetreiber mit Emittenten notierter Wertpapiere treffen. So verpflichten sich zum Beispiel Teilnehmer des Prime-Standard-Segments an der Börse Frankfurt zur Veröffentlichung von Quartalsberichten. Die Porsche-AG weigerte sich, dieser Pflicht nachzukommen und wurde aus dem Prime Standard ausgeschlossen.
Im deutschen Freiverkehr gibt es verschiedene „Premiumsegmente“ mit erhöhter Publizitätspflicht: Scale in Frankfurt, den m:access in München, die Mittelstandsbörse in Hamburg und Hannover, den Freiverkehr Plus in Stuttgart und den Primärmarkt in Düsseldorf. Ein vergleichbares Segment an der Londoner Börse ist der Alternative Investment Market.

## Österreich
Kapitalgesellschaften mit einem Jahresumsatz von 70.000 Euro oder mehr müssen seit dem 31. Dezember 2007 ihren Jahresabschluss ins Firmenbuch einstellen. Die Publizitätspflicht ist ein häufiges Kriterium für die Wahl der geeigneten Rechtsform.